# Francisco Javier de Santiago Palomares
Francisco Xavier de Santiago Palomares, conocido como Palomares (Toledo, 5 de marzo de 1728 - Madrid, 13 de enero de 1796), fue un calígrafo español. Destacó en la España del siglo XVIII como paleógrafo y restaurador de la caligrafía española, además de realizar por su mano numerosos documentos oficiales, y de copias de documentos antiguos con una notable pericia para imitar escrituras antiguas. Inició la polémica que cierra el siglo entre los partidarios de la enseñanza de la escritura mediante la copia de buenas muestras, frente al partido de los que preferían la enseñanza mediante reglas de construcción de los caracteres, con su obra Arte nueva de escribir, a menudo atribuida a Pedro Díaz Morante por lectores y bibliotecarios apresurados.

## Biografía
De familia de origen noble, culta y cultivadora de las artes; su padre fue Francisco de Santiago Palomares y su madre Josefa López Molero. Pronto destacó como calígrafo, y ya con 18 años se le encargó ayudar a Andrés Marcos Burriel a copiar los documentos de la catedral de Santa María de Toledo, a raíz de lo cual se le concedió una plaza como oficial de Contaduría de Rentas Provinciales. Una vez en Madrid compaginó su puesto con la restauración de documentos del archivo de España en Roma, documentos de Felipe II recopilados por Juan Verzosa. Colaboró con Francisco Pérez Bayer en el catálogo de manuscritos de la biblioteca del Monasterio de El Escorial. Publicó 18 muestras suyas en la Paleografía del padre Terreros. En 1764 Carlos III lo nombró escribano del archivo de la Secretaría de Estado, cargo que desempeñaría hasta su muerte y en el que realizó muchos trabajos, como tratados internacionales y otros documentos de Estado. Allí fue encargado de auxiliar al archivero Benito Gayoso en el arreglo de los papeles del Archivo de la Secretaría de Estado, que estaban en el Buen Retiro desde el incendio del Alcázar, hasta el nuevo palacio en la plaza de Oriente.
Colaboró hacia 1773 con Jerónimo Antonio Gil en el grabado de los tipos para la fundición de la Real Biblioteca, aunque su influencia en el diseño es escasa y dudosa.
Perteneció a la Real Sociedad Bascongada de Amigos del País.

## Obras
- El maestro de leer: conversaciones ortológicas, y nuevas cartillas para la verdadera uniforme enseñanza de las primeras letras [...], Madrid: Antonio de Sancha, 1786.
- Curso completo de ortología, para aprender a leer con propiedad y en poco tiempo [Texto impreso] : dividido en seis escalones o grados, por los cuales llega naturalmente el discípulo a la cumbre de la facultad ortológica, que se reduce a leer con tono y sentido acomodado, a la expresión de los afectos del ánimo, Manila: Manila Imp. de D. Manuel y de D. Félix Dayot, 1839.